# Курды в Турции
Ку́рды в Ту́рции (тур. Türkiye Kürtleri; сев.-курд. Kurdên Bakurê и юж. зазаки Kirdan Zımey «Северные курды») — второй по численности народ в Турции, крупнейшее национальное меньшинство в стране (24,5% от общего населения). По состоянию на 2024 год курды в целом составляют около 25% общего населения Турции, при этом среди молодежи от 14 до 30 лет доля курдов составляет приблизительно 33%, а среди детей младше 14 лет почти 50% имеют курдское происхождение. Несмотря на многочисленность курдов в Турции, особенно среди молодежи и детей, официально Турция не включает курдов в список своих национальных меньшинств, а у курдов практически нет возможности получать образование на своем родном языке.
У курдов самая высокая рождаемость в стране. С 1923 года, несмотря на массовые убийства, притеснения и депортации, их число увеличилось в 8 раз и продолжает расти.
Большинство верующих курдов — мусульмане-сунниты (шафиитский и ханафитский мазхабы), также есть значительное количество алевитов и небольшое число езидов.
Как результат ассимиляционной политики, свыше 6 млн курдов почти или совсем не говорят по-курдски. Исторически в Турции использование курдского языка было запрещено, а сама курдская национальность не признавалась. В 1920—1930-е годы вспыхнули 15 курдских восстаний против турецких властей. В период 1916—1934 гг. в ходе депортаций погибло 350 тыс. курдов, а более 100 тыс. мирного населения подверглись массовым убийствам со стороны правительства. После Государственного переворота 1980 года многие, кто говорил, публиковал или пел на курдском языке, арестовывались и заключались в тюрьму. Турецкое правительство отрицало существование курдов, занималась насильственным перемещением лиц, уничтожением деревень, использованием с 1990-х гг. химического оружия (в частности, белого фосфора) и сжиганием лесов Курдистана. Согласно Проекту гуманитарного права, властями было уничтожено до 4.000 курдских деревень, переименовано 4 тыс. топонимов и казнено 18 тыс. курдов.

## История
Курды — коренной народ на территории современной Турции. Районы верховья Ефрата и окрестности Ванского озера на Армянском нагорье являлись областью раннего распространения курдов ещё в античное время. Издавна существовали сообщества курдских племён (аширетов). Это были полукочевники, земледельцы и садоводы. Были развиты кустарные ремёсла: изготовление курдских ковров, шерстяной одежды, изделий из камня, фарфора и металла.
Численность курдов на территории Турции с момента вхождения курдских земель в состав Османской империи в 1514 году:
| 1514           | 280,000    | 4.1%  | ▲ |
| 1597           | 364,000    | 4.6%  | ▲ |
| 1845           | 550,000    | 5.1%  | ▲ |
| 1869           | 1,110,000  | 9.2%  | ▲ |
| 1880           | 1,500,000  | 11.8% | ▲ |
| 1914           | 1,870,000  | 11.4% | ▼ |
| 1923           | 2,500,000  | 20.0% | ▲ |
| 1927           | 2,323,359  | 17.3% | ▼ |
| 1950           | 3,850,723  | 18.4% | ▲ |
| 1960           | 5,147,680  | 18.5% | ▲ |
| 1988           | 12,389,853 | 23.8% | ▲ |
| 1990           | 10,505,672 | 18.6% | ▼ |
| 2023           | 20,916,113 | 24.5% | ▲ |
| 2030 (прогноз) | 23,060,224 | 25.8% | ▲ |
| 2045 (прогноз) | 28,702,401 | 29.9% | ▲ |
| 2060 (прогноз) | 32,719,972 | 33.4% | ▲ |

В 1072 году династия Шеддадидов, представители которой имели курдское происхождение, получила от сельджуков в вассальное владение бывшее Анийское царство, образовав Анийский эмират. Таким образом с XI века на Армянском нагорье и в Закавказье начался многовековой процесс вытеснения армянского и курдского населения пришлым тюркским.
Основатели возникшей в 1923 году при распаде Османской империи Турецкой республики стремились как можно прочнее закрепить унитарный и неделимый статус новой Турции. Был принят ряд законов и административных распоряжений, целью которых было рассеяние по Турции групп этнических меньшинств и облегчение их быстрой ассимиляции. Но эти меры вызывали обратный эффект, вызывая волнения национальных меньшинств, самым крупным из которых были и остаются курды. В 1920—1930-е годы произошли три крупных и 12 более мелких восстаний курдов. Самым крупным было произошедшее в 1925 году восстание шейха Саида. После подавления этого восстания был принят государственный «План умиротворения на Востоке», в котором, в частности, говорилось, что курды, проживающие на юго-востоке страны, «на самом деле являются турками, которые по ошибке стали считать себя курдами». Предлагалось ограничение преподавания и использования курдского языка, открытие школ и просветительских центров с обучением только на турецком языке.
По переписи 1927 года в Турции насчитывалось 2 323 359 курдов, что составляло 17.3% из общего населения страны в 13 464 564 человек.
В 1927 году в районах с преобладающим курдским населением были сформированы Генеральные инспекции, специальные административно-территориальные зоны, в которых усиливались полицейский надзор. Происходило принудительное переселением курдов с юго-востока страны к Чёрному морю и в западные провинции. При этом на юго-востоке расселяли турецкое население с запада и турок, покинувших Балканский полуостров и Кавказ.
В 1927 году во французском Ливане был создан курдский комитет «Хойбун» («Независимость»), ставший первой националистической организацией, созданной курдской интеллигенцией (до того борьбу курдов возглавляли их племенные вожди и крупные землевладельцы). Она играла активную роль в Араратском восстании 1927—1932 годов, в ходе которого была провозглашена Араратская Курдская Республика. Восстание было подавлено, в октябре 1931 года Араратская республика пала, вожди восстания были приговорены к смертной казни. 

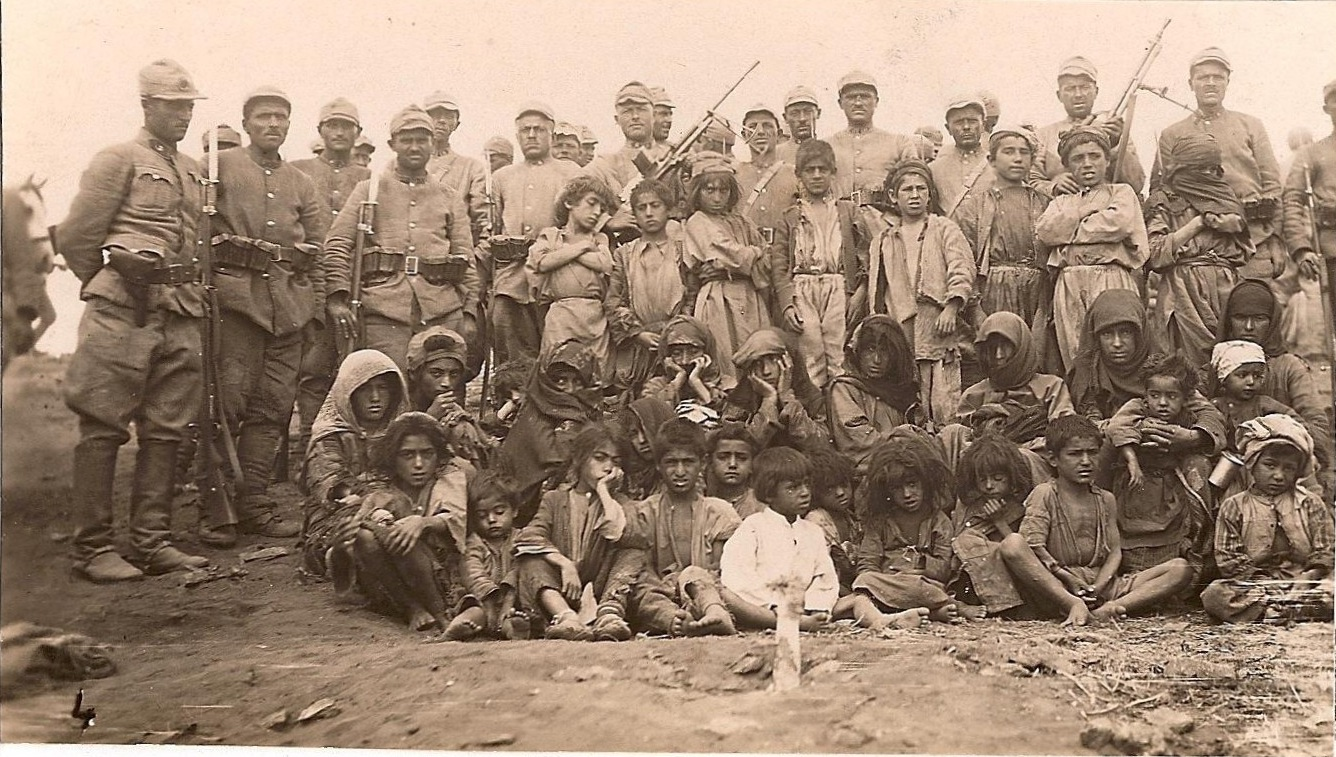
Турецкие солдаты захватили курдских женщин и детей (фотография перед казнью, Дерсимская резня, 1938 г.)

Последним крупным восстанием курдов в 1930-е годы стало Дерсимское восстание 1937—1938 годов, которое было жестоко подавлено. В период с 1937 по 1938 год было убито 50 000 — 70 000 курдов и ещё больше понесли наказание в виде ссылок.
В 1947 году был отменен принятый в 1927 году закон о поселениях, который предусматривал переселение курдов из юго-восточных провинций на запад. Вскоре были ликвидированы Генеральные инспекции. В период 1950—1960-х годов, когда у власти в Турции находилась Демократическая партия, ситуация для курдов несколько улучшилась. Однако военный переворот в Турции в мае 1960 года вызвал ужесточение репрессий в отношении курдов, что сразу же проявилось в заключении в концентрационный лагерь 485 человек.

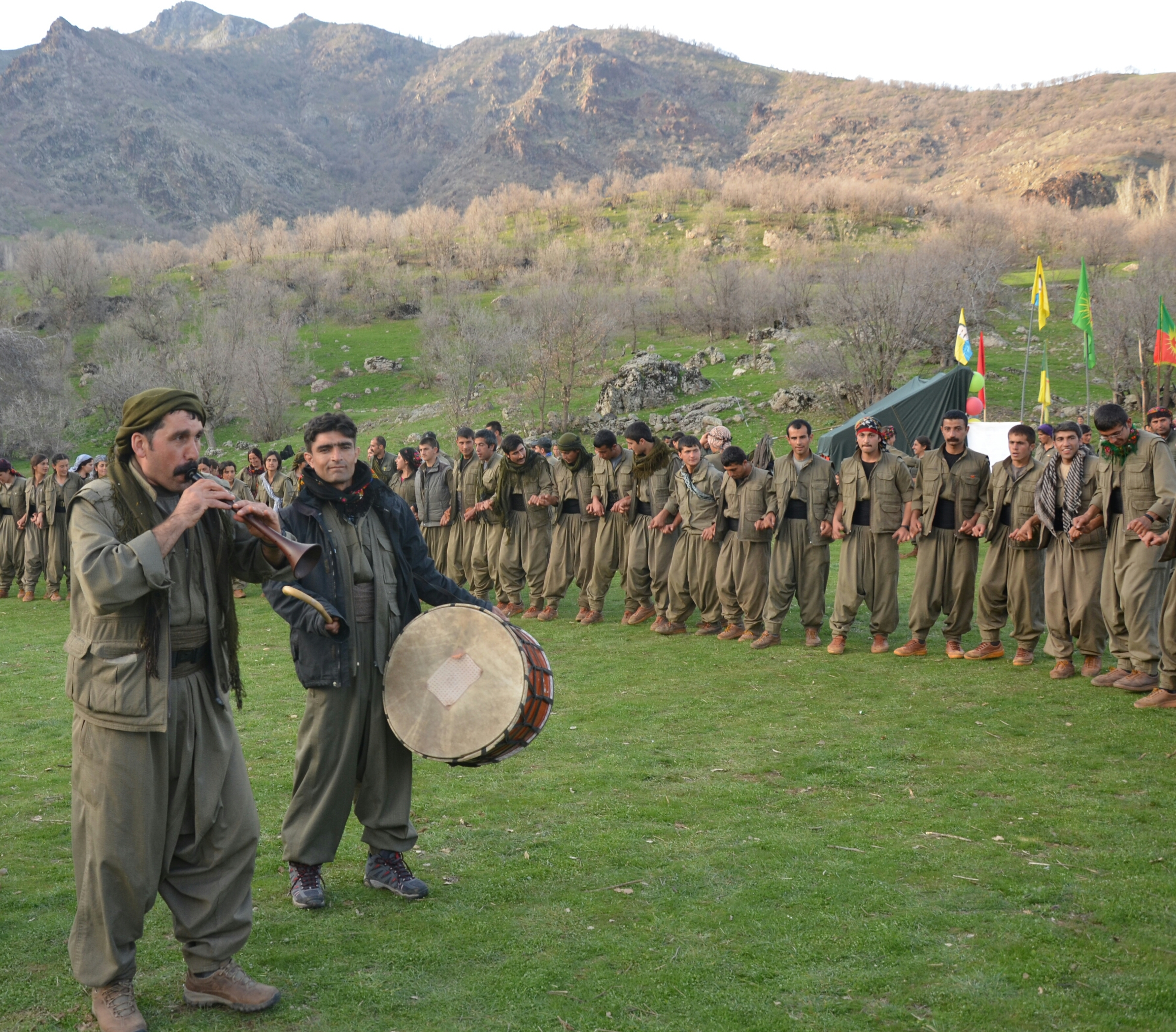
Боевики РПК, 2015 год

Если в 1920—1930-е годы в курдском национальном движении доминирующую роль играла религия, то к 1970-м годам она вытеснялась левой идеологией, марксизмом и даже маоизмом. В 1965 году была создана Демократическая партия Курдистана в Турции (ДПТК), требовавшая культурно-административную автономию для курдов. В 1969 году от неё откололась радикальная группировка, выступавшая за полную независимость. В 1978 году была основана Рабочая партия Курдистана (РПК), объявившая в августе 1984 года войну властям Турции, которая продолжается и сегодня.
В связи с многолетней партизанской войной, сравнительно низким уровнем жизни и дискриминационной политикой, проводимой турецкими властями против курдов, многие курдские селения опустошились, часть их населения перебралась в крупные города, другая часть уехала в Западную Европу на правах политических беженцев. Так с карты Турции были стёрты более 3000 курдских поселений, а около 378 000 человек бежали в результате гонений и репрессий со стороны турецких властей. В частности, по данным неправительственной организации Хьюман Райтс Вотч, эвакуация курдского населения проходила незаконно и насильно. Силы безопасности окружали селения, используя вертолёты, бронетехнику и войска, уничтожали сельскохозяйственные культуры, сады, леса и скот. Поджигали дома, таким образом лишая жителей возможности взять с собой имущество и денежные средства. К тем, кто сопротивлялся депортации, применялись акты насилия и даже пытки. Происходили многочисленные внесудебные казни и исчезновения людей. Всё это продолжалось до середины 1990-х годов.
В 1999 году РПК объявила о перемирии, которое стало самым продолжительным в истории турецко-курдского противостояния. Однако игнорирование курдской проблемы турецкими властями стало поводом для заявления РПК в 2004 году о прекращении перемирия. 

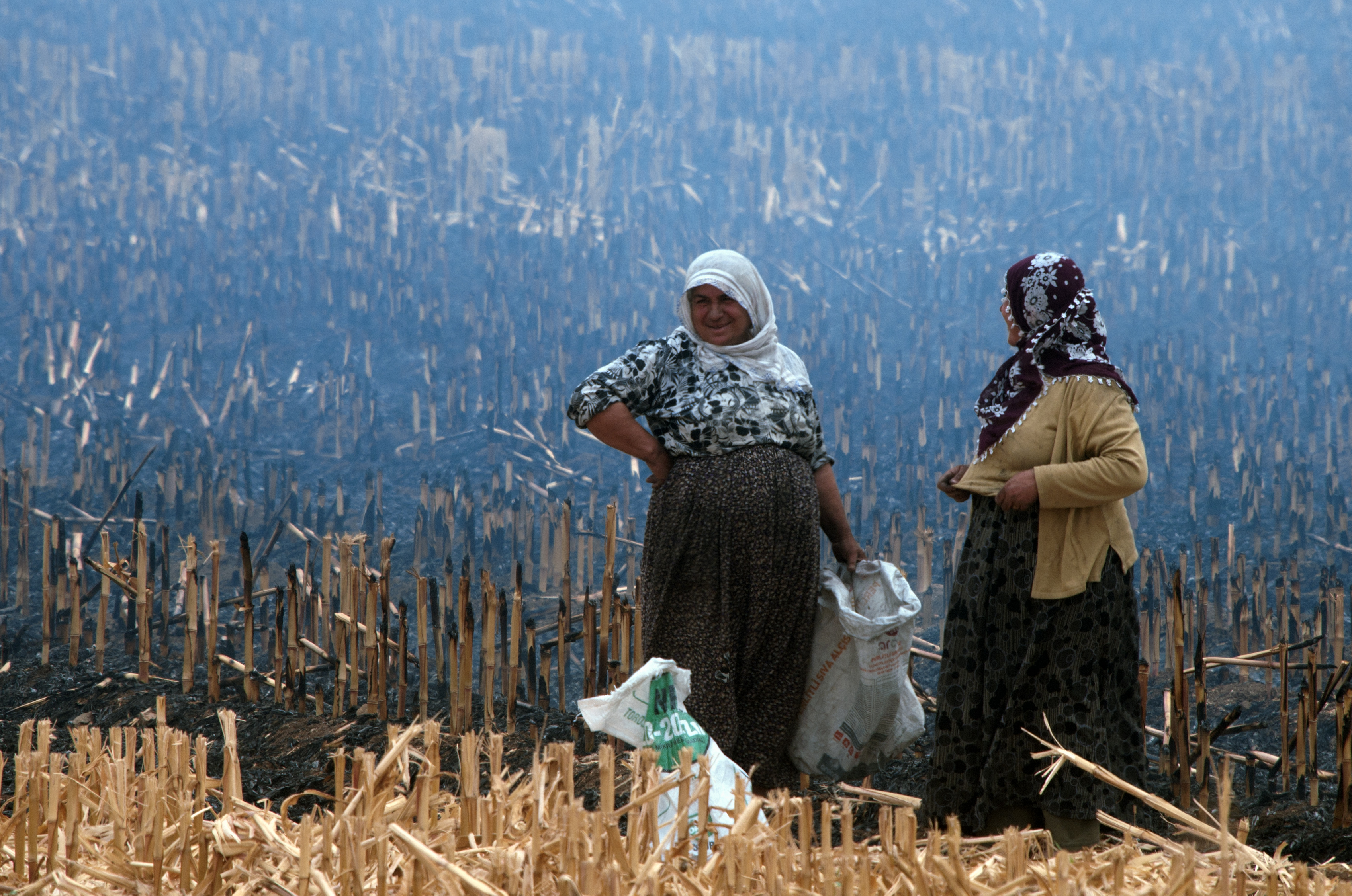
Курдские женщины в районе Бисмиль

В настоящее время курдский вопрос является одним из ключевых при обсуждении дальнейшей евроинтеграции Турции. Совет Европы требует соблюдения прав курдов в соответствии с европейскими стандартами.
Переломным моментом в отношении турецкой элиты к курдскому вопросу можно считать включение Турции в 1999 году в число кандидатов на членство в ЕС. Поскольку для вступления в ЕС требуется уважение прав этнических меньшинств, правительство Б. Эджевита провело ряд реформ. Из конституции были удалены ограничения на использование ранее запрещённых языков, были разрешены теле- и радиовещание на курдском языке, преподавание на курдском языке в частных школах, были официально легализованы курдские имена, была предусмотрена частичная амнистия для активистов РПК, не замешанных в преступлениях. Однако в общеобразовательных школах Турции курдский язык отсутствует даже в качестве факультативного предмета, а образование на курдском языке можно получить лишь после получения базового образования на турецком. Многие частные школы с обучением на курдском языке под разными предлогами были закрыты. Курды продолжают подвергаться преследованиям за использование родного языка, например, в ходе избирательных кампаний или даже при написании поздравительных новогодних открыток. Происходят нападения на курдов, например, за пение или беседу на курдском, курды подвергаются дискриминации на работе.
В 2004 году Еврокомиссия дала в целом позитивную оценку деятельности турецкого правительства в отношении курдского вопроса и рекомендовала начать переговоров о вступлении Турции в ЕС. Однако принятое властями Турции ещё в 2003 году решение об объявлении амнистии боевикам РПК так и не было реализовано.
17 июля 2011 года союз курдских неправительственных организаций «Конгресс демократического общества» объявил о создании курдской автономии в составе Турции.

## Расселение

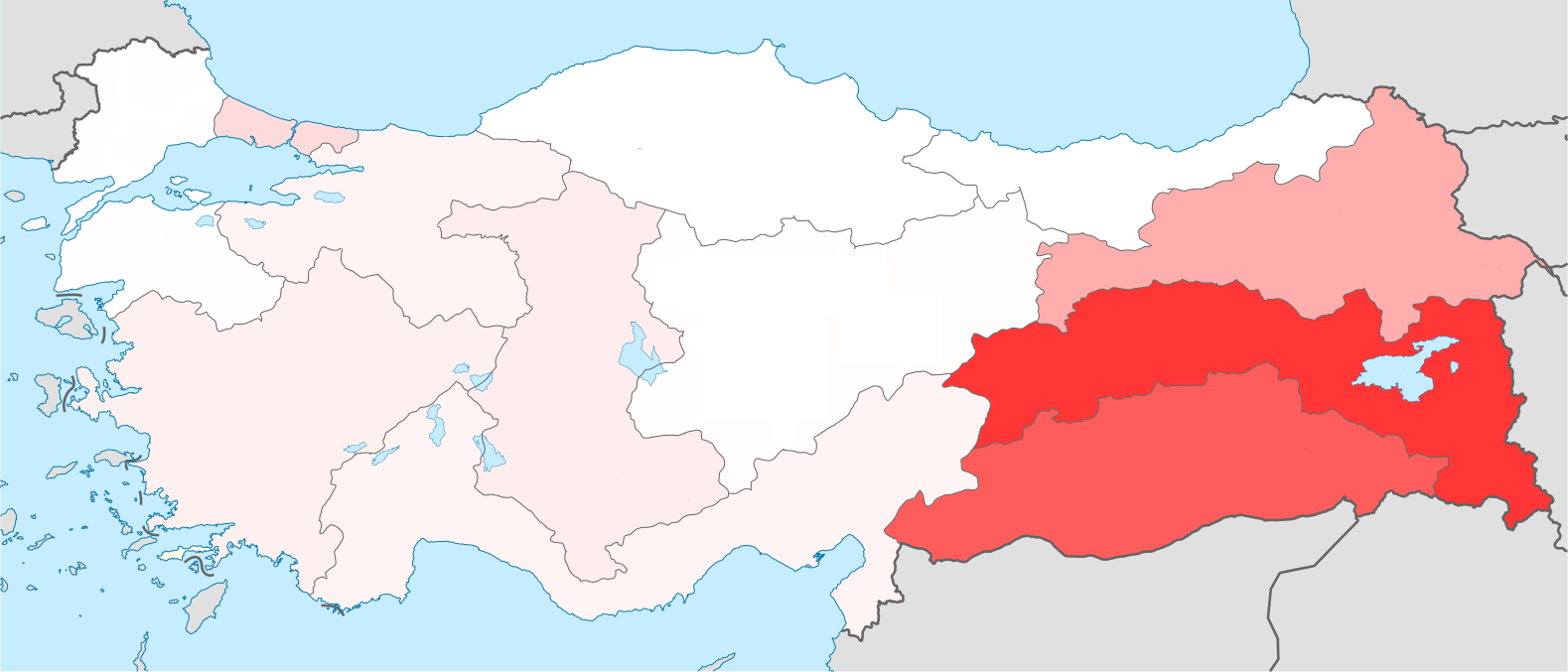
Карта плотности курдского населения по регионам

### Юго-Восточная Анатолия
| №  | Ил (провинция) | Курды     | %   | Общее население (2023 г.) | Состояние |
| -- | -------------- | --------- | --- | ------------------------- | --------- |
| 01 | Адыяман        | 387,453   | 61% | 635,169                   | ▲         |
| 02 | Батман         | 608,793   | 95% | 640,835                   | ▲         |
| 03 | Диярбакыр      | 1,585,947 | 87% | 1,822,928                 | ▲         |
| 04 | Газиантеп      | 567,718   | 26% | 2,175,591                 | ▲         |
| 05 | Килис          | 8,924     | 6%  | 148,742                   | ▲         |
| 06 | Мардин         | 754,613   | 85% | 887,781                   | ▲         |
| 07 | Шанлыурфа      | 1,258,663 | 58% | 2,170,110                 | ▲         |
| 08 | Сиирт          | 291,553   | 88% | 331,311                   | ▼         |
| 09 | Ширнак         | 540,319   | 95% | 568,757                   | ▲         |
|    | Всего          | 6,003,983 | 64% | 9,381,224                 | ▲         |

### Восточная Анатолия
| №  | Ил (провинция) | Курды     | %   | Общее население (2023 г.) | Состояние |
| -- | -------------- | --------- | --- | ------------------------- | --------- |
| 01 | Агры           | 430,917   | 87% | 495,307                   | ▼         |
| 02 | Ардахан        | 27,808    | 31% | 89,706                    | ▼         |
| 03 | Бингёль        | 238,097   | 84% | 283,112                   | ▲         |
| 04 | Битлис         | 260,463   | 92% | 353,988                   | ▲         |
| 05 | Элязыг         | 448,058   | 75% | 597,411                   | ▲         |
| 06 | Эрзинджан      | 47,944    | 20% | 239,724                   | ▲         |
| 07 | Эрзурум        | 200,409   | 27% | 742,256                   | ▼         |
| 08 | Хаккяри        | 267,171   | 97% | 275,435                   | ▼         |
| 09 | Ыгдыр          | 112,854   | 55% | 205,190                   | ▲         |
| 10 | Карс           | 91,827    | 33% | 278,266                   | ▼         |
| 11 | Малатья        | 276,277   | 34% | 812,580                   | ▲         |
| 12 | Муш            | 375,448   | 95% | 395,209                   | ▼         |
| 13 | Тунджели       | 67,223    | 82% | 81,980                    | ▼         |
| 14 | Ван            | 1,039,238 | 93% | 1,117,461                 | ▼         |
|    | Всего          | 3,883,734 | 65% | 5,967,625                 | ▼         |

### Другие регионы Турции
| №  | Регион                   | Курды        | %   | Общее население (2023 г.) |
| -- | ------------------------ | ------------ | --- | ------------------------- |
| 01 | Мраморноморский регион   | ▲ 5,669,542  | 22% | 25,924,984                |
| 02 | Центральная Анатолия     | ▲ 1,983,555  | 15% | 13,670,978                |
| 03 | Средиземноморский регион | ▲ 1,756,088  | 16% | 11,165,557                |
| 04 | Эгейский регион          | ▲ 1,216,840  | 12% | 10,609,745                |
| 05 | Черноморский регион      | ▲ 402,371    | 4%  | 8,559,440                 |
|    | Всего                    | ▲ 11,028,396 | 16% | 69,930,704                |

## Социально-экономическое положение
Юго-восточная часть Турции, где проживают курды — это наиболее экономически отсталый район Турции. Основную массу курдского населения Турции составляет крестьянство. У курдов наблюдается высокий уровень безработицы. В поисках заработка курды устремляются в крупные города Турции, а также за границу. В городах курды заняты главным образом малоквалифицированным трудом. При этом рождаемость среди курдов почти вдвое превышает средний уровень рождаемости турок. В последние годы среди курдов Турции наблюдается широкое распространение детского труда, который ранее у курдов использовался лишь в семьях. По некоторым данным, в Турции в 2004 году насчитывалось около 2,5 млн беспризорных детей-курдов, большинство из которых обитали в Диярбакыре и Стамбуле. По данным на середину 2007 года, около 360 тыс. детей в Диярбакыре в возрасте от 7 до 14 лет не посещали школу. В Диярбакыре действуют подростковые преступные группировки, занимающиеся торговлей наркотиками, угоном автомобилей, разбоями. В крупных городах, особенно в Диярбакыре, среди курдов также распространена детская проституция, в том числе и гомосексуальная. Турецкие власти понимают, что подобное развитие ситуации является наиболее сильным ударом по курдскому национально-освободительному движению, в особенности с точки зрения перспективы. То, чего на протяжении многих десятилетий не могла добиться многочисленная турецкая армия, осуществляется иными методами. Многие курдские наблюдатели заявляют, что турецкие власти именно путем вовлечения курдской молодежи в преступность уничтожают курдов как нацию. Однако, осознавая угрожающий масштаб развития детской беспризорности и преступности, которая выходит за пределы Диярбакыра и перекидывается в другие регионы Турции (на курорты Средиземноморья и Эгейского моря, а также на крупные экономические центры страны, особенно Стамбул), турецкие власти вынуждены начать заниматься этой проблемой.
После иммиграции в большие города на западе Турции межэтнические браки стали более распространенным явлением.
По оценкам исследования 2013 года, между турками и курдами заключено 2,708 млн браков. Вдоль турецко-сирийской границы встречаются также арабо-курдские семьи.

## Культура

### Язык
Ку́рдский язы́к (курд. Zimanê Kurdî, زمانێ كوردی) — диалектным континуум, на котором говорят этнические курды.
Состоит из множества диалектов, таких как:
1. Курманджи, или севернокурдский (Турция, Сирия, Ирак, Иран, страны постсоветского пространства, страны Европы и США);
2. Сорани, или центральнокурдский (восточный Ирак, Иран);
3. Пехлевани, или южнокурдский (останы Ирана: Керманшах, Хамадан, Казвин, и Хузестан. Также встречается в Ираке);
4. Лаки (останы Ирана: Илам, Лурестан);
5. Зазаки (Турция, страны Европы);
6. Горани (Иран, Ирак);

Курдскоязычное население главным образом сконцентрировано в Турции, Иране, Ираке и Сирии. В современной Турции использование курдского языка не поощряется, единственным государственным языком является турецкий, использование курдского языка до недавнего времени пресекалось властями. Курдская латиница была запрещена, курдам отказывали в регистрации имён, записанных курдской латиницей. Начиная с основания Турецкой Республики, даже слово «курд» в Турции было запрещено, в официальных сообщениях курдов именовали «горными турками».
Около 75% курдов заявили, что они либо «очень хорошо», либо «хорошо» владеют своими родными языками. 55% тех, кто «очень хорошо» или «хорошо» владел своим родным языком, заявили, что их дети также владеют им. Около 75% курдов и 2% заза (58,4% для зазаки) заявили, что они говорят на курдском языке дома. На турецком языке дома говорили 22,4% и 38,3% соответственно. Турецкий (70%) был доминирующим домашним языком для алевитского населения.
В Турции есть государственный канал "ТРТ курди" который вещает на курдском языке.

### Музыка
С 1925 года по 1991 год исполнение песен на курдском языке было запрещено в Турции, однако всё это время существовал чёрный рынок музыкальной продукции на курдском языке и пиратские радиостанции. Хотя сейчас в Турции нет формального запрета на исполнение музыки на курдском языке, её появление на радио или телевидении остаётся и поныне довольно редким.
Самым известным курдским певцом является Низаметтин Арич, который изначально пел на турецком языке. Он также принял участие в съёмках одного из самых первых фильмов на курдском языке "Klamek ji bo Beko" (Песня для Беко) в 1992 году. После чего, в ущерб своей карьере, он стал петь только на курдском языке, мотивируя тем, что не желает петь на «унизительном ему» турецком языке. Вследствие этого он был заключён в тюрьму, позже бежал в Сирию, а затем и в Германию.

### Кино
Из-за языковых ограничений, наложенных на курдский язык, в XX веке в Турции не существовало практически никаких условий для полноценного развития курдского кино. Йылмаз Гюней был самым известным курдским режиссёром, сценаристом, романистом и актёром. Он снял фильм «Надежда» (1970), в котором сыграл главную роль. Его самое известное кино — фильм «Дорога» 1982 года, который выиграл «Золотую пальмовую ветвь» на Каннском кинофестивале в 1982 году.
В 2011 году турецкий телеканал "Kanal D" начал съёмки телешоу "Ayrılık Olmasaydı: ben-u sen", где сюжетная линия написана курдским сценаристом. В нём впервые курдские сепаратисты представлены как положительные персонажи. Трансляция шоу должна была начаться в начале 2012 года, однако по некоторым причинам его дебют всё время откладывается на неопределённое время.